# 拓殖大学ラグビー部
拓殖大学ラグビー部（たくしょくだいがくらぐびーぶ、Takushoku University Rugby Football Club）は、関東大学ラグビーリーグ戦グループ1部に所属する拓殖大学のラグビー部。

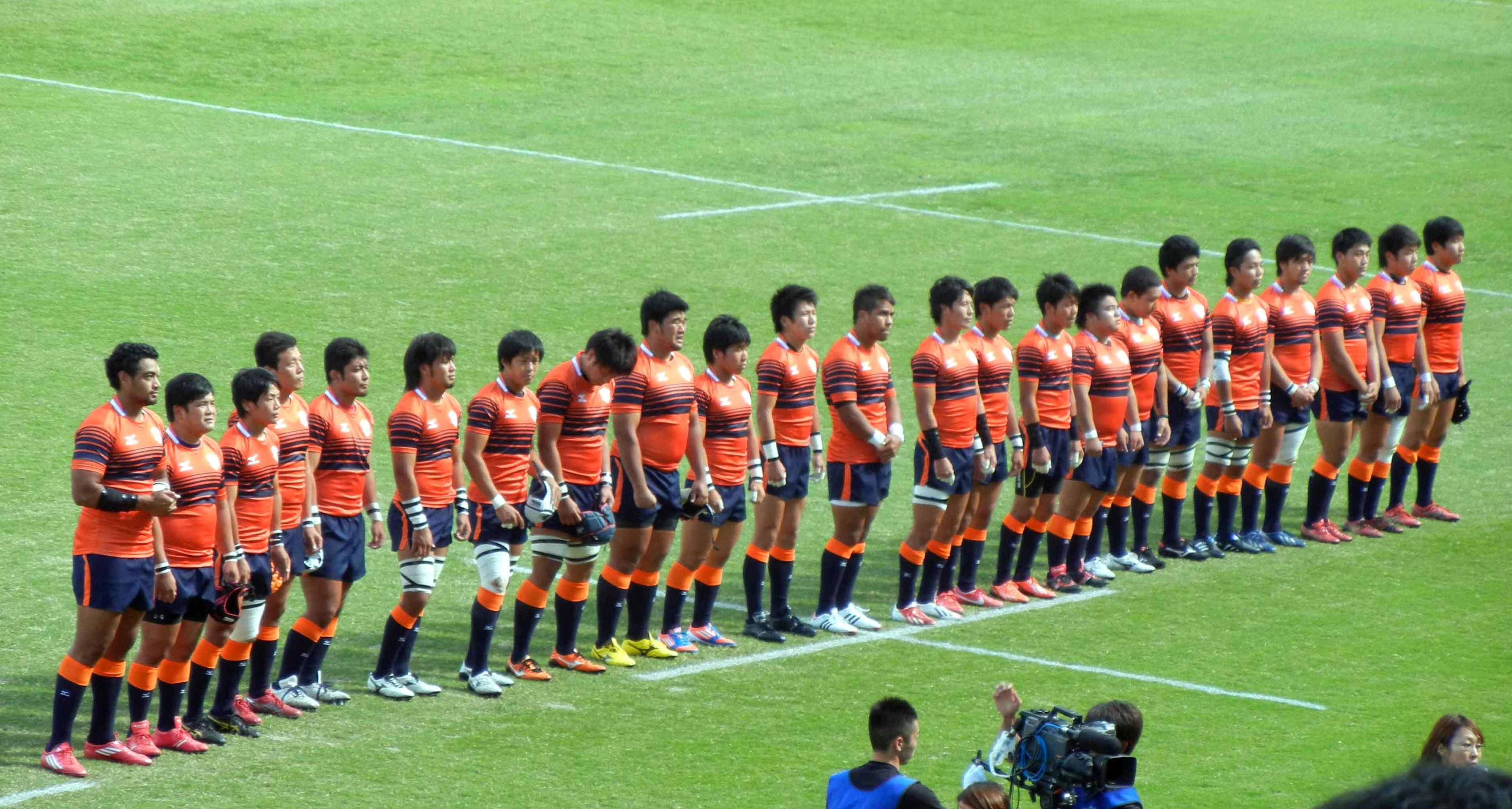
試合前に校歌斉唱をする拓殖大学の選手たち（2013年9月・日本大学戦・秩父宮ラグビー場）

2004年にラグビー部OBの遠藤隆夫（1985年卒業、その後社会人ラグビーのワールドでプレーした。）が監督に就任した後、2006年に関東大学2部リーグで優勝、2007年には1部リーグで3位となり全国大学選手権初出場を果たした。

## タイトル
- 関東大学ラグビーリーグ戦 : 0回
最高3位（2007年）

- 全国大学ラグビーフットボール選手権大会 : 0回　（出場3回）
最高ベスト16

- 東日本大学セブンズ: 1回
2007[2]

※年は全て年度。

## 戦績
近年のチームの戦績は以下のとおり。
| 年度 | 所属 | 順位 | 大学選手権                         |
| ---- | ---- | ---- | ---------------------------------- |
| 2005 | 2部  | 1位  | ※入替戦 17-31 立正大学 2部残留     |
| 2006 | 2部  | 1位  | ※入替戦 不戦勝 日本大学 1部昇格    |
| 2007 | 1部  | 3位  | 1回戦 19-52 帝京大学               |
| 2008 | 1部  | 7位  | ※入替戦 34-12 専修大学 1部残留     |
| 2009 | 1部  | 5位  | 1回戦 12-19 明治大学               |
| 2010 | 1部  | 8位  | ※入替戦 45-17 立正大学 1部残留     |
| 2011 | 1部  | 8位  | ※入替戦 27-21 立正大学 1部残留     |
| 2012 | 1部  | 3位  | セカンドステージ敗退               |
| 2013 | 1部  | 8位  | ※入替戦 26-50 山梨学院大学 2部降格 |
| 2014 | 2部  | 1位  | ※入替戦 34-29 立正大学 1部昇格     |
| 2015 | 1部  | 6位  |                                    |
| 2016 | 1部  | 5位  |                                    |
| 2017 | 1部  | 7位  | ※入替戦 40-40 立正大学 1部残留     |
| 2018 | 1部  | 6位  |                                    |
| 2019 | 1部  | 7位  | ※入替戦 28-31 関東学院大学 2部降格 |
| 2020 | 2部  | 6位  |                                    |
| 2021 | 2部  | 5位  |                                    |
| 2022 | 2部  | 1位  | ※入替戦 26-17 関東学院大学 1部昇格 |
| 2023 | 1部  | 8位  | ※入替戦 26-38 関東学院大学 2部降格 |
| 2024 | 2部  | 4位  |                                    |

## 主な在籍選手
- 山田凛太（主将、SH  / 東海大静岡翔洋高）
- 村松俊介（副将、SH  / 東京高）

## 在籍した選手
- 七戸昌宏 (HO、元日本代表、元トヨタ自動車ヴェルブリッツ所属 / 盛岡工業高出身)
- 菅原大志 (FL、元日本代表、元トヨタ自動車ヴェルブリッツ所属、現トヨタ自動車ヴェルブリッツ監督 / 秋田工業高出身)
- 清水塁 (PR、元日本ラグビー協会所属 /日本ラグビー協会公認A１級レフリー/ 桐蔭学園出身)
- 谷地村政幸 (PR、元トヨタ自動車ヴェルブリッツ所属 / 三本木農業高出身)
- ロコツイ・シュウペリ (CTB、7人制日本代表、リコーブラックラムズ所属 → NECグリーンロケッツ → NTTドコモレッドハリケーンズ → 三菱重工相模原ダイナボアーズ/ ケルストンボーイズ高出身)
- 横山伸一 (2007年度主将、WTB・SO、元7人制日本代表、リコーブラックラムズ所属 → 日本IBMビッグブルー/ 山形中央高出身)
- バツベイ・シオネ (No.8、日本代表、7人制日本代表、パナソニック ワイルドナイツ所属 → 豊田自動織機シャトルズ/ ケルストンボーイズ高出身)
- ピータースダニエル (FB、リコーブラックラムズ所属/ セントビーズカレッジ出身)
- 浦川伸太郎 (2008年度主将、FL、九州電力キューデンヴォルテクス所属/ 東福岡高出身)
- 吉田竜二 (2009年度主将、HO、釜石シーウェイブス所属 → セコムラガッツ → 釜石シーウェイブス/ 近大附属高出身)
- 角谷洋平 (No.8、元NTTコミュニケーションズシャイニングアークス所属 / 東福岡高出身)
- 横山健一 (CTB・WTB、元7人制日本代表、リコーブラックラムズ所属 → 日本IBMビッグブルー/ 山形中央高出身)
- 茂野洸気 (2010年度主将、WTB、NTTドコモレッドハリケーンズ所属/ 江の川高出身)
- イーリ・ニコラス (SH、パナソニック ワイルドナイツ所属 → 神戸製鋼コベルコスティーラーズ/ セントビーズ高出身)
- 江頭翔太 (SH、コカ・コーラレッドスパークス所属/ 佐賀工業高出身)
- ウヴェ・ヘル (2013年度主将、FL・LO、ヤマハ発動機ジュビロ所属/ セントトーマス高出身)
- 山本逸平 (FB、三菱重工相模原ダイナボアーズ所属/ 目黒学院高出身)
- 岡部瞬 (PR、NTTドコモレッドハリケーンズ所属/ 正智深谷高出身)
- 川俣晃人 (HO、ホンダヒート所属/ 正智深谷高出身)
- パトリック・ステイリン (SO、7人制日本代表、日本IBMビッグブルー所属/ セントトーマス高出身)
- 具智充 (SO/CTB、ホンダヒート所属/ 日本文理附属高出身)
- 具智元（サンウルブズ、PR、ホンダヒート所属/ 日本文理大附属高出身）
- 井越慎介 (FL、日野自動車レッドドルフィンズ所属/ 北越高出身)
- 二宮昂生（SH、釜石シーウェイブス所属 / 大阪桐蔭高出身）
- シオネ・ラベマイ (2017年度主将、LO、東芝ブレイブルーパス所属/ セントビーズカレッジ出身)
- 濱副慧悟（WTB、クリタウォーターガッシュ昭島所属 / 法政第二高出身）
- 大塚隆史 (2018年度主将、SO/CTB、秋田ノーザンブレッツラグビーフットボールクラブ所属/ 石見智翠館高出身)
- 河田和大（2019年度主将、PR、ヤマハ発動機ジュビロ所属 / 深谷高出身）
- クイントン・マヒナ（SO・WTB・CTB、コベルコ神戸スティーラーズ所属 /ブリスベン州立高出身）
- 釜谷慎司（PR、丸和運輸機関AZ-MOMOTARO'S所属 /昌平高出身）
- イジー・ソード（PR、クボタスピアーズ船橋・東京ベイ所属 / アングリカンチャーチグラマースクール出身）
- 林辰哉（WTB・CTB、狭山セコムラガッツ所属 /石見智翠館高出身）
- 奥田勇志（FB、狭山セコムラガッツ所属 /新潟工業高出身）
- 井上旭（LO、JR九州サンダース所属 /長崎南山高出身）